# منجی در صبح نمناک
مُنجی در صبحِ نمناک نمایشنامه‌ای است از اکبر رادی از اواخرِ دههٔ ۱۳۵۰.

## خلاصه داستان
روزهای خوش: بهار سال ۱۳۵۷. مطبوعات، بیستمین سالگرد نویسندگی محمود شایگان، نمایشنامه‌نویس چهل ساله را جشن گرفته‌اند. استیانا مجد و حشمتی، خبرنگار و عکاس روزنامهٔ آرمان با شایگان به‌عنوان نویسنده‌ای مردمی، مصاحبه‌ای می‌کنند. قوانلو مدیر ماهنامهٔ طلوع، فلسفی منتقد، زنگنه ناشر و طلایی که مدیرکل ادارهٔ نگارش شده است؛ شایگان را به‌خاطر این مصاحبه ملامت می‌کنند. درحالی‌که دوستانش، خود را در به شهرت رسیدنِ شایگان سهیم می‌دانند، او قرارداد چاپ بیستمین اثرش با نامِ منجی را در ازای مبلغی بالا، امضا می‌کند.
شب می‌دمد: مصاحبهٔ شایگان با سانسور مواجه می‌شود. شایگان، چکی را که از زنگنه گرفته به همسرش کتایون تقدیم می‌کند و به‌خاطر مخالفتِ طلایی برای جلوگیری از سانسور مصاحبه، از چاپ آن منصرف می‌شود. منجی نیز با سانسور مواجه می‌شود و زنگنه به‌خاطر عدم موافقتِ شایگان با حذف صحنه‌های سانسور، چک وعده دارش را از او مطالبه می‌کند. کتایون که چک را با کمک همسرِ طلایی خرج کرده، شایگان را مجبور می‌کند بر خلاف تمایلش، قرارداد چاپ اولین اثرش، نسل ما، را به‌جای منجی امضا کند. حشمتی که نمایشنامه‌ای به نام پُل نوشته او را برای اجرا دعوت می‌کند. شب اجرای پل، شایگان با کتایون که با خودنمایی خود را آراسته، دعوا می‌کند و آن‌ها به تئاتر نمی‌روند.
قلّهٔ ققنوس: حشمتی، زخم‌دیده به خانهٔ شایگان می‌آید. او که رابطهٔ مرید و مرادی‌اش را با شایگان ازدست‌داده، دیگر او را دموکراتی انقلابی نمی‌داند، چون در حالی پل را می‌کوبند که خبرِ انتشارِ نسل ما، با تمام بی‌اعتباری آن، در ازای قراردادی کلان منتشر می‌شود. حشمتی پس از متّهم‌کردنِ شایگان، نمایشنامه‌اش را پاره کرده و قسم یاد می‌کند دیگر قلم‌به‌دست نگیرد. دوستان شایگان تصمیم می‌گیرند شایگان را از صفحهٔ ادبیات‌معاصر محو کرده و برای پرکردن خلاء او، حشمتی را جایگزین کنند. شایگان که حاضر به حذف صحنه‌های سانسور در منجی شده، با مخالفتِ طلایی روبه‌رو می‌شود. طلایی، شایگان را پیام‌آور اختناق می‌داند. پس از درگیری سختی میانشان، شایگان، طلایی و فلسفی را از خانه‌اش بیرون می‌کند و از کتایون می‌خواهد تا برای مدتی نزد پسرشان در فرانسه برود. کتایون با عدم درک شایگان، از او می‌خواهد تا خانه را که به نام خودش نیز هست بفروشد و برای همیشه در پاریس مستقر شود.
ریشه‌های جوان: دوستان شایگان با حمله‌ای همه‌جانبه در روزنامه‌ها، او را به باد فحش و ناسزا می‌گیرند. چاپ مقالهٔ استیانا در حمایت از شایگان در روزنامهٔ آرمان، باعث اخراجش می‌گردد. طلایی، پیشنهاد بورسی تحقیقاتی در فرانسه به شایگان می‌کند. کتایون از شایگان می‌خواهد که هر دو با هم بروند، اما شایگان نمی‌پذیرد. او که تصمیم گرفته منجی را مخفیانه منتشر کند، از استیانا تقاضای کمک می‌کند. کتایون که تحمل رابطهٔ شایگان و استیانا را ندارد، طلایی را در جریان می‌گذارد. ساواک به خانهٔ شایگان هجوم می‌آورد. کلّیهٔ آثارش را توقیف می‌کنند و جلوی اجرای تئاترش را می‌گیرند. کتایون، خانه را به حراج گذاشته و عازمِ رفتن است. استیانا از شایگان می‌خواهد به‌خاطر وظیفه هم که شده به همراه همسرش از ایران خارج شود. شایگان که حشمتی را جانشین شایسته‌ای برای خود دانسته، از استیانا می‌خواهد تا مراقبش باشد. اما حشمتی با انفجار یک پل به شهادت رسیده است. استیانا که عضو فعال یک شبکهٔ دانشجویی بوده، دستگیر می‌شود و شایگان ممنوع‌الخروج. طلایی در ازای پاسپورتِ شایگان از او می‌خواهد نمایشنامه‌ای در جهتِ منافع حکومت بنویسد اما شایگان صبح هنگام در خانه‌اش خودکشی می‌کند.

## متن
منجی در صبح نمناک در اواخرِ دههٔ ۱۳۵۰ نوشته شد و در ۱۳۶۵ چاپ شد. نسخه‌ای بازبینی شده از آن در دفتر دوّمِ روی صحنهٔ آبی آمده است. نسخه‌ای تلخیص‌شده نیز پس از مرگِ نویسنده به کوشش همسرش به وسیلهٔ نشر قطره منتشر شد.